# Lovro Majer
Pour les articles homonymes, voir Majer.
Lovro Majer (prononcé [lǒːʋro mâjer] en croate), né le 17 janvier 1998 à Zagreb en Croatie, est un footballeur international croate qui évolue au poste de milieu central au VfL Wolfsburg.

## Biographie

### Jeunesse et formation
Né à Zagreb en Croatie, d'un père, Egon, originaire de Preko sur l'île d'Ugljan,, Lovro Majer est rapidement repéré par le plus grand club du pays, le Dinamo Zagreb, qui l'intègre à son centre de formation. Il évolue ensuite en jeunes dans d'autres clubs, tous situés à Zagreb, dont le NK Dubrava (en), le NK Trnje (en) et enfin le Lokomotiva Zagreb, qu'il rejoint en  2013.

#### Lokomotiva Zagreb
C'est donc au Lokomotiva Zagreb qu'il découvre le monde professionnel, après avoir poursuivi sa formation. Majer joue son premier match en professionnel le 30 juin 2016 lors d'une rencontre de qualification pour la Ligue Europa face à l'UE Santa Coloma, rencontre remportée par son équipe sur le score de trois buts à un. Lovro Majer fait ses débuts en Prva HNL, la première division croate, le 17 juillet 2016, lors d'une rencontre à l'extérieur face au Dinamo Zagreb. Il entre en jeu à la place de Ivan Fiolić. Le Lokomotiva s'incline par trois buts à un. Le 11 septembre 2016, il est l'auteur d'une grande prestation face au Slaven Belupo. En effet, non seulement il inscrit son premier but en professionnel, mais il délivre également deux passes décisives, contribuant largement à la victoire des siens par trois buts à deux. Il termine la saison 2017-2018 à onze buts et cinq passes décisives en championnat avec son club.

#### Dinamo Zagreb
Le 27 juin 2018 le Dinamo Zagreb annonce le transfert de Lovro Majer en provenance du Lokomotiva Zagreb . Il fait ainsi son retour dans un club où il a évolué en jeunes, pour un montant de 2,5 millions d'euros.
Le 27 juillet 2018, il est titularisé pour son premier match avec son nouveau club, en championnat contre le NK Rudeš. Les deux équipes se quittent sur un score nul de un partout. Majer marque son premier but pour le Dinamo également contre le NK Rudeš, le 7 avril 2019, en championnat. Titulaire, il ouvre le score et participe à la victoire de son équipe par deux buts à zéro. Il remporte son premier trophée en étant sacré Champion de Croatie en 2018-2019. Le 21 décembre 2020, Majer prolonge son contrat avec le Dinamo Zagreb.

#### Stade rennais FC
Le 26 août 2021, le Stade rennais FC annonce l'arrivée de Lovro Majer pour cinq ans contre une indemnité de 12 M€,.
Majer joue son premier match sous les couleurs rennaises le 29 août 2021, à l'occasion d'une rencontre de championnat face au Angers SCO. Il entre en jeu à la place de Benjamin Bourigeaud et son équipe s'incline par deux buts à zéro. Il marque son premier but avec le club le 20 novembre 2021, lors d'une victoire contre le Montpellier HSC (2-0) en championnat, et devient un membre clé du milieu rennais aux côtés de Baptiste Santamaria et de Flavien Tait,. Le 30 avril 2022, Majer se fait remarquer en réalisant son premier doublé pour Rennes contre l'AS Saint-Étienne. Ses deux buts permettent à son équipe de s'imposer (2-0 score final),.
Après une première saison ponctuée de six buts et de neuf passes décisives, aidant son équipe à obtenir une quatrième place en championnat, synonyme de qualification européenne, Majer est alors considéré comme l'une des révélations de cette saison de Ligue 1. Il prolonge alors son contrat d'une année supplémentaire le 22 octobre 2022. Il est alors lié au club jusqu'en juin 2027,.

#### VfL Wolfsburg
Le 16 août 2023, après deux saisons passées au Stade rennais FC, Lovro Majer s'engage en faveur du VfL Wolfsburg en paraphant un contrat de cinq ans, soit jusqu'en juin 2028,. L'indemnité du transfert est estimée à 30 millions d'euros, plus 5 millions d'euros de bonus. Septième recrue du club allemand durant ce mercato estival, il portera le numéro 19 avec le club de Basse-Saxe. Il révèle quelques jours plus tard que la présence de Niko Kovač en tant qu'entraîneur a pesé dans son choix pour venir à Wolfsburg.
Le 19 août 2023, il joue son premier match avec le VfL Wolfsburg à la Volkswagen-Arena contre 1. FC Heidenheim 1846 lors de la première journée de la saison 2023-2024 de Bundesliga. Il est directement titularisé et son équipe s'impose sur le score de deux buts à zéro,. Majer inscrit son premier but pour le club le 28 octobre 2023, lors d'une rencontre de championnat face au FC Augsbourg. Il est titularisé mais ne peut empêcher la défaite de son équipe (3-2 score final).

### En sélection

#### En jeunes
Lovro Majer représente l'équipe de Croatie des moins de 19 ans. Avec cette sélection il inscrit un but contre l'équipe de Chypre en novembre 2016. Ce match remporté sur le score de quatre buts à zéro s'inscrit dans le cadre des éliminatoires de l'Euro U19.
Il participe ensuite aux éliminatoires de l'Euro espoirs 2019, délivrant une passe décisive face à Saint-Marin en novembre 2017. Il participe ensuite à la phase finale de l'Euro espoirs 2019 qui se déroule en Italie. Lors de cette compétition, il ne joue qu'une seule rencontre, face à l'Angleterre. Avec un bilan d'un nul et deux défaites, la Croatie est éliminée dès le premier tour.
Il est ensuite de nouveau retenu avec cette sélection pour disputer les éliminatoires de l'Euro espoirs 2021. À cette occasion, il se met en évidence en inscrivant quatre buts, avec notamment un doublé contre la Grèce en septembre 2020. Il dispute ensuite la phase finale de l'Euro espoirs en 2021. Lors de cette compétition organisée en Hongrie et en Slovénie, il joue trois rencontres. Il délivre une passe décisive en phase de poule face à l'Angleterre. La Croatie s'incline en quart de finale face à l'Espagne.

#### Avec les A
Le 28 mai 2017, Lovro Majer honore sa première sélection avec l'équipe nationale de Croatie, lors d'un match amical face au Mexique. Il entre en jeu à la place de Duje Čop dans les dernières minutes de ce match, qui se termine par la victoire des Croates (1-2). Le 11 novembre 2021, il marque ses deux premiers buts avec la sélection croate face à Malte (victoire 7-1) pour les éliminatoires de la Coupe du monde 2022.
Le 9 novembre 2022, il est sélectionné par Zlatko Dalić pour participer à la Coupe du monde 2022 au Qatar. Lors du dernier match de poules face au Canada, il inscrit son premier but dans un tournoi majeur. 
Le 20 mai 2024, il figure dans la liste des 26 joueurs croates retenus par Zlatko Dalić pour participer à l'Euro 2024. 

## Statistiques

### En club
| Saison                | Club                  | Championnat           | Championnat | Championnat | Championnat | Coupe(s) nationale(s) | Coupe(s) nationale(s) | Coupe(s) nationale(s) | Compétition(s) continentale(s) | Compétition(s) continentale(s) | Compétition(s) continentale(s) | Compétition(s) continentale(s) | Total | Total | Total |
| Saison                | Club                  | Division              | M.          | B.          | P.d.        | M.                    | B.                    | P.d.                  | Comp.                          | M.                             | B.                             | P.d.                           | M.    | B.    | P.d.  |
| 2016-2017             | Lokomotiva Zagreb     | Prva HNL              | 23          | 3           | 11          | 3                     | 1                     | 0                     | C3                             | 2                              | 0                              | 0                              | 28    | 4     | 11    |
| 2017-2018             | Lokomotiva Zagreb     | Prva Liga             | 30          | 11          | 5           | 4                     | 3                     | 0                     | -                              | -                              | -                              | -                              | 34    | 14    | 5     |
| Sous-total            | Sous-total            | Sous-total            | 53          | 14          | 16          | 7                     | 4                     | 0                     | -                              | 2                              | 0                              | 0                              | 62    | 18    | 16    |
| 2018-2019             | Dinamo Zagreb         | Prva Liga             | 10          | 1           | 2           | 0                     | 0                     | 0                     | C1+C3                          | 0+0                            | 0+0                            | 0+0                            | 10    | 1     | 2     |
| 2019-2020             | Dinamo Zagreb         | Prva Liga             | 21          | 2           | 4           | 2                     | 0                     | 0                     | C1                             | 4                              | 0                              | 1                              | 27    | 2     | 5     |
| 2020-2021             | Dinamo Zagreb         | Prva Liga             | 31          | 7           | 9           | 3                     | 2                     | 0                     | C1+C3                          | 2+13                           | 0+2                            | 0+5                            | 49    | 11    | 14    |
| 2021-2022             | Dinamo Zagreb         | Prva Liga             | 5           | 3           | 1           | 0                     | 0                     | 0                     | C1                             | 8                              | 2                              | 3                              | 13    | 5     | 4     |
| Sous-total            | Sous-total            | Sous-total            | 67          | 13          | 16          | 5                     | 2                     | 0                     | -                              | 27                             | 4                              | 9                              | 99    | 19    | 25    |
| 2021-2022             | Stade rennais FC      | Ligue 1               | 29          | 6           | 8           | 2                     | 0                     | 0                     | C4                             | 5                              | 0                              | 1                              | 36    | 6     | 9     |
| 2022-2023             | Stade rennais FC      | Ligue 1               | 32          | 2           | 5           | 2                     | 0                     | 0                     | C3                             | 8                              | 1                              | 1                              | 42    | 3     | 6     |
| 2023-2024             | Stade rennais FC      | Ligue 1               | 1           | 0           | 0           | -                     | -                     | -                     | C3                             | -                              | -                              | -                              | 1     | 0     | 0     |
| Sous-total            | Sous-total            | Sous-total            | 62          | 8           | 13          | 4                     | 0                     | 0                     | -                              | 13                             | 1                              | 2                              | 79    | 9     | 15    |
| 2023-2024             | VfL Wolfsburg         | Bundesliga            | 32          | 5           | 5           | 2                     | 0                     | 0                     | -                              | -                              | -                              | -                              | 34    | 5     | 5     |
| 2024-2025             | VfL Wolfsburg         | Bundesliga            | 9           | 2           | 0           | 2                     | 0                     | 0                     | -                              | -                              | -                              | -                              | 11    | 2     | 0     |
| Sous-total            | Sous-total            | Sous-total            | 41          | 7           | 5           | 2                     | 0                     | 0                     | -                              | 0                              | 0                              | 0                              | 43    | 7     | 5     |
| Total sur la carrière | Total sur la carrière | Total sur la carrière | 223         | 42          | 50          | 18                    | 6                     | 0                     | -                              | 42                             | 5                              | 11                             | 283   | 53    | 61    |

### En sélection
| Saison                | Sélection             | Phases finales                                  | Phases finales | Phases finales | Phases finales | Éliminatoires | Éliminatoires | Éliminatoires | Matchs amicaux | Matchs amicaux | Matchs amicaux | Total | Total | Total |
| Saison                | Sélection             | Compétition                                     | M              | B              | Pd             | M             | B             | Pd            | M              | B              | Pd             | M     | B     | Pd    |
| --------------------- | --------------------- | ----------------------------------------------- | -------------- | -------------- | -------------- | ------------- | ------------- | ------------- | -------------- | -------------- | -------------- | ----- | ----- | ----- |
| 2016-2017             | Croatie               | -                                               | -              | -              | -              | 0             | 0             | 0             | 1              | 0              | 0              | 1     | 0     | 0     |
| 2021-2022             | Croatie               | Ligue des nations 2020-2021                     | -              | -              | -              | 5             | 2             | 0             | 2              | 0              | 0              | 7     | 2     | 0     |
| 2022-2023             | Croatie               | Coupe du monde 2022+Ligue des nations 2022-2023 | 7+2            | 1+0            | 0+0            | 4             | 1             | 1             | 1              | 0              | 0              | 13    | 2     | 0     |
| 2023-2024             | Croatie               | -                                               | -              | -              | -              | 5             | 1             | 0             | 2              | 1              | 0              | 5     | 1     | 0     |
| Total sur la carrière | Total sur la carrière | Total sur la carrière                           | 9              | 1              | 0              | 14            | 4             | 1             | 6              | 1              | 0              | 29    | 6     | 1     |

Le tableau suivant liste les rencontres de l'équipe de Croatie dans lesquelles Lovro Majer a été sélectionné depuis le 28 mai 2017 jusqu'à présent :

### Buts internationaux
| 0 | Date              | Lieu                                 | Adversaire | Score | Résultats | Compétitions                            |
| - | ----------------- | ------------------------------------ | ---------- | ----- | --------- | --------------------------------------- |
| 1 | 11 novembre 2021  | Ta' Qali Stadium, Ta' Qali           | Malte      | 1-5   | 1 - 7     | Éliminatoires de la Coupe du monde 2022 |
| 2 | 11 novembre 2021  | Ta' Qali Stadium, Ta' Qali           | Malte      | 1-7   | 1 - 7     | Éliminatoires de la Coupe du monde 2022 |
| 3 | 22 septembre 2022 | Stade Maksimir, Zagreb               | Danemark   | 2-1   | 2 - 1     | Ligue des nations 2022-2023             |
| 4 | 27 novembre 2022  | Stade international de Khalifa, Doha | Canada     | 4-1   | 4 - 1     | Coupe du monde 2022                     |
| 5 | 28 novembre 2023  | Skonto Stadion, Riga                 | Lettonie   | 0-1   | 0 - 2     | Éliminatoires de l'Euro 2024            |
| 6 | 26 mars 2024      | Stade de Misr, Wedian                | Égypte     | 1 - 4 | 2 - 4     | Match amical                            |

## Palmarès

### En club
| Dinamo Zagreb (4)                                                                          |
| ------------------------------------------------------------------------------------------ |
| - Prva HNL (3) - Champion : 2019, 2020 et 2021. - Coupe de Croatie (1) - Vainqueur : 2021. |

### En sélection
| Croatie                                 |
| --------------------------------------- |
| - Ligue des nations - Finaliste : 2023. |